# 卡米洛·何塞·塞拉大学
卡米洛·何塞·塞拉大学（西班牙語：Universidad Camilo José Cela，缩写UCJC）是位于西班牙马德里的一所私立大学，以诺贝尔文学奖得主卡米洛·何塞·塞拉命名。 

## 历史
1998年马德里自治区通过决议，正式承认卡米洛·何塞·塞拉大学，并提出建设纲要。2000年招收了第一批学生，教学活动正式开始。

## 院系设置
卡米洛·何塞·塞拉大学有三个院系：
- 传播与人文学院
- 教育与健康学院
- 技术与科学学院

## 校区
马德里-维拉弗兰卡校区
位于马德里市中心以西的卡尼亚达新镇。是主校区。
马德里-阿尔玛格罗校区
位于马德里市中心錢貝里區阿尔玛格罗街，是研究生院的所在地。

## 著名校友
- 佩德罗·桑切斯：经济学博士[2]

## 图集

礼堂
教室
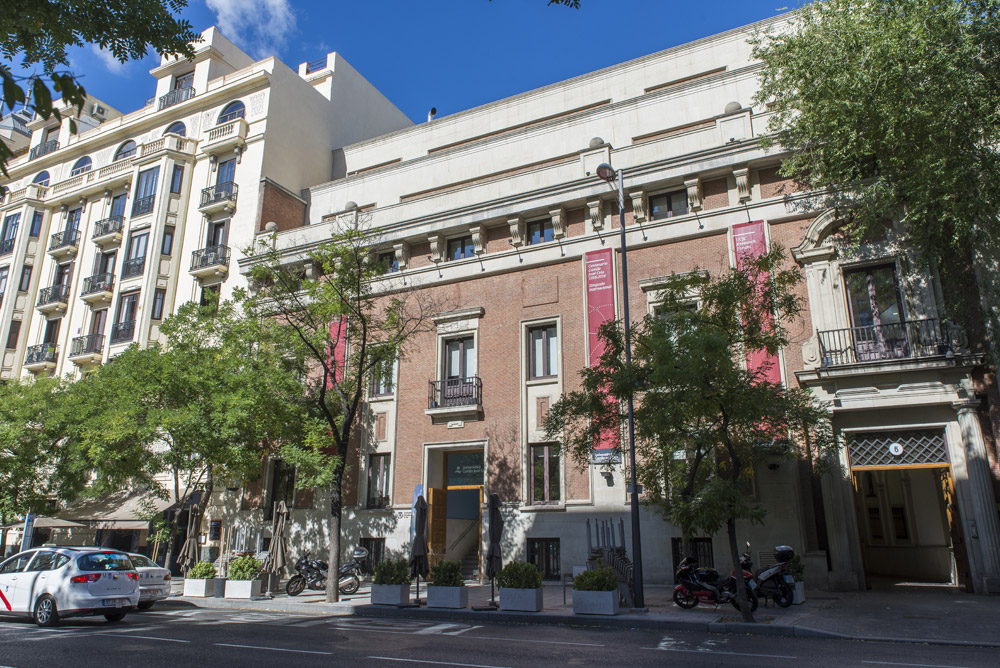
马德里-阿尔玛格罗校区主楼
马德里-阿尔玛格罗校区主楼入口
马德里-维拉弗兰卡校区
马德里-维拉弗兰卡校区开放学习空间
马德里-维拉弗兰卡校区
马德里-维拉弗兰卡校区多媒体教室